# Tamgaly-Tas

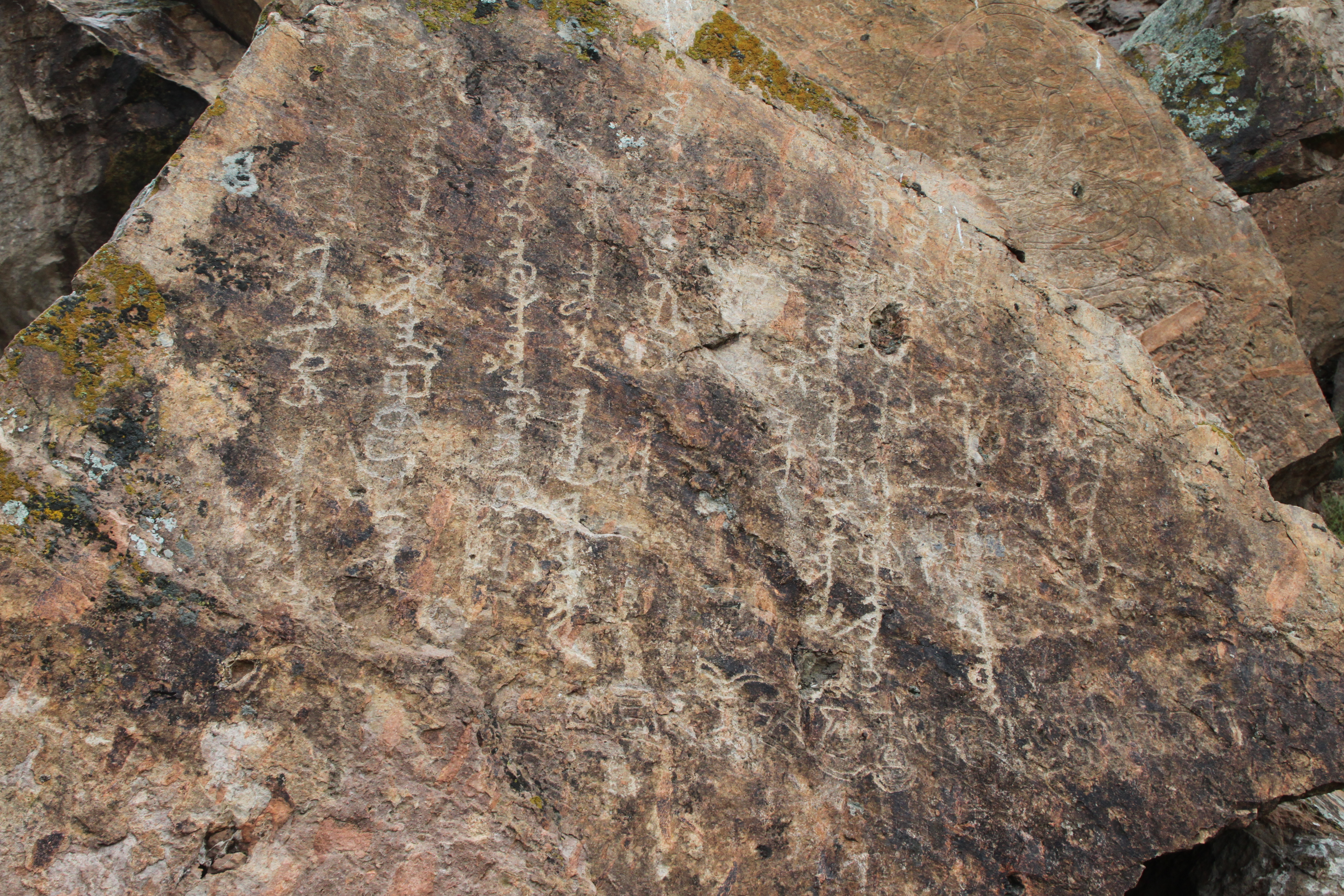
Écritures visibles sur le site de Tamgaly-Tash

Tamgaly-Tash est un site de pétroglyphes du Kazakhstan, situé dans l'oblys d'Almaty, à 60 km au nord de cette ville, sur la rive droite de la rivière Ili.

## Chronologie
Les pétroglyphes forment un ensemble cultuel de l'époque dzoungare (début du XVIIIe siècle), avec la représentation de quatre bouddhas, d'un bodhisattva, et la présence de 20 inscriptions à caractère bouddhique (Om mani padme hum).

## Contexte
C'est le seul exemple de site bouddhique de ce type en Asie centrale, même si on trouve des inscriptions bouddhiques sur d'autres sites d'art rupestre plus anciens du Kazakhstan.